# Jan Bartram
Jan Bartram (* 6. März 1962 in Frederiksberg) ist ein ehemaliger dänischer Fußballspieler. Der Mittelfeldspieler gewann je einmal mit Aarhus GF 1986 und Brøndby IF 1987 die dänische Meisterschaft und mit Aarhus auch zweimal den Pokal. Insgesamt wird Bartram mit 190 Ligaspielen mit 27 Toren in der Superliga in Dänemark notiert. Zwischen 1988 und 1991 absolvierte er für Bayer 05 Uerdingen 74 Spiele in der Fußball-Bundesliga und erzielte neun Tore.

## Laufbahn
In seiner Profikarriere spielte Bartram für Aarhus GF, Brøndby IF, Glasgow Rangers und Bayer 05 Uerdingen. Des Weiteren spielte er von 1985 bis 1991 32 Spiele in der dänischen Nationalmannschaft und erzielte dabei fünf Tore. Für Bayer 05 Uerdingen spielte er zwischen 1988 und 1991 in 74 Spielen in der ersten Fußball-Bundesliga und erzielte insgesamt neun Tore.
Seine Karriere in der dänischen 1. Division begann 1981 mit neun Ligaspielen bei Aarhus GF. In dieser Zeit spielte er mit dem ehemaligen Mönchengladbacher Angreifer Henning Jensen in einer Mannschaft und gehörte spätestens ab 1983 der Stammelf von Aarhus GF an. Am 27. Januar 1985 debütierte der Mittelfeldspieler bei einem Freundschaftsspiel gegen Honduras in der Nationalmannschaft. Er gehörte dem WM-Aufgebot 1986 in Mexiko an, kam aber zu keinem Einsatz. Unter Nationaltrainer Sepp Piontek spielten im Mittelfeld Leute wie Frank Arnesen, Klaus Berggreen, Søren Lerby, Jan Mølby und Jesper Olsen noch die erste Geige. In der letzten Saison in der Universitätsstadt an der Aarhus Bugt, 1986, gewann er mit seinen Mannschaftskameraden die Meisterschaft und schloss sich dann zur Saison 1987 Brøndby IF in Kopenhagen an. An der Seite von Brian Laudrup und Kent Nielsen gewann er seine zweite dänische Meisterschaft. Nach einem kurzen Abstecher zu Glasgow Rangers in der Saison 1987/88, mit elf Einsätzen und drei Toren, debütierte Bartram am 5. November 1988 unter Trainer Rolf Schafstall bei einem 0:0-Heimremis gegen Borussia Dortmund bei Bayer 05 Uerdingen in der Bundesliga. Das WM-Qualifikationsspiel am 2. November gegen Bulgarien (1:1) hatte er bereits als Spieler von Uerdingen bestritten. Am Rundenende 1988/89 belegte er mit Uerdingen den 13. Rang und hatte in 19 Ligaspielen einen Treffer erzielt. In seinem zweiten Jahr übernahm der vorherige Co-Trainer Horst Wohlers den Cheftrainerposten und sein Nationalmannschaftskollege Brian Laudrup kam als Offensivverstärkung zu den Rot-Blauen. Da aber mit Matthias Herget und Stefan Kuntz zwei Leistungsträger zu ersetzen waren, verhalf auch die gute Leistung von Bartram in 33 Ligaspielen mit vier Toren zu nicht mehr als dem 14. Tabellenrang. Vor seinem dritten Uerdinger Jahr, 1990/91, ging Laudrup zum FC Bayern und die langjährige Leistungsgröße Friedhelm Funkel beendete ihre Laufbahn. Im Tor versuchte Wohlers mit Bernd Dreher von Bayer Leverkusen einen neuen Garant für bessere Zeiten in der Defensive aufzubauen und Wolfgang Rolff sollte Routine in das Mittelfeldspiel einbringen. Es glückte jedoch nicht viel, Trainer Wohlers wurde bereits am 26. November 1990 durch Friedhelm Konietzka ersetzt, aber vergeblich. Uerdingen stieg als Vorletzter mit 23:45 Punkten aus der Bundesliga ab. Bartram hatte in 22 Ligaeinsätzen vier Tore erzielt. Sein letztes Bundesligaspiel für Uerdingen bestritt der Däne am 22. März 1991 bei einer 1:3-Auswärtsniederlage beim VfB Stuttgart. Auch die Nachverpflichtungen während der laufenden Runde mit Stéphane Chapuisat, Andreas Sassen und Daniel Timofte konnten den Absturz nicht verhindern.
Bartram kehrte wieder nach Dänemark zurück und schloss sich seinem alten Verein Aarhus GF an, wurde sofort 1991/92 Pokalsieger und konnte dies in seinem letzten Profijahr 1995/96 nochmals wiederholen. In seiner letzten Saison belegte er mit Aarhus den 3. Rang in der Superliga und hatte nochmals 24 Ligaspiele absolviert und ein Tor erzielt. Sein letztes Spiel in der Nationalmannschaft bestritt er am 1. Mai 1991 im Rahmen der Europameisterschaftsqualifikation bei einem 2:1-Erfolg gegen Jugoslawien.